# Clanton (Alabama)
Clanton es una ciudad ubicada en el condado de Chilton en el estado estadounidense de Alabama. En el censo de 2000 su población era de 7800 habitantes.

## Demografía
En el 2000 la renta per cápita promedia del hogar era de $ 30.394$ , y el ingreso promedio para una familia era de 37.568$. El ingreso per cápita para la localidad era de 15.299$. Los hombres tenían un ingreso per cápita de 32.484$ contra 20.344$ para las mujeres.

## Geografía
Clanton está situado en 34°45′30″N 87°58′7″O / 34.75833, -87.96861 (34.758297, -87.968549)..
Según la Oficina del Censo de los EE. UU., la ciudad tiene un área total de 20.35 millas cuadradas (52.70 km ²).